# 剛田武
- 藤子不二雄（連載） > 藤子・F・不二雄（著作） > ドラえもん > 登場人物 > 剛田武
- 藤子不二雄 > アニメ > ドラえもん > 登場人物 > 剛田武

剛田 武（ごうだ たけし）は藤子・F・不二雄の漫画作品『ドラえもん』に登場する架空の人物。通称「ジャイアン」。のび太のクラスメイトのガキ大将。妹はジャイ子。

## 概要
同級生に暴行したり漫画・オモチャなどを奪ったりするなど、乱暴な性格の持ち主であり、作中ではのび太やその周囲の子供たちへのいじめが多い。その反面、他人想いで義理固く涙もろい一面もある。短編では前者、劇場版では後者の性格が強調されることが多い。
ガキ大将と言われているが、単純に腕力でのび太・スネ夫たちクラスメートを従わせているだけである。
ほかの主要キャラクターより大柄な体格と高い運動能力を持つ反面、勉強は苦手である。勉強はのび太よりできる場面とできない場面の両方がある。
主な趣味は歌であるが、聞くに堪えないレベルの音痴。それにもかかわらず自身の歌を空き地で披露する「ジャイアンリサイタル」に同級生を強制的に参加させ、周囲に嫌がられている。
6月15日生まれ。ドラえもんとのび太を除けば誕生日が日付までハッキリと決まっている唯一の登場人物（注：ドラミはハッキリと決まっているが作者が定めた日付ではない）である。
当初は本名が定められておらず、専ら「ジャイアン」という通称で呼ばれていたが、読者から「なぜジャイアンは名前がないのか」という問い合わせが相次ぎ、名前が設定された。
実家は個人商店の「剛田商店」。時折実家は八百屋という設定で書かれている書籍などもあるが、原作では卵や缶詰を売ったり、カボチャなどの野菜を売ったりする描写があり、アニメでは食品や調味料以外に金物やティッシュなども扱っている商店となっている。そのため八百屋だという明確な描写は無い。
家族は母ちゃん、ほとんど登場しない父ちゃん（両親の下の名前は設定がない）、妹のジャイ子、およびペットの犬（一番よく登場するのはムクだが、他にもデカやブルドッグを飼っている場面が登場する）。
母ちゃんには頭が上がらず、いじめやリサイタルなどの騒動を起こしては母ちゃんから「たけし!」と怒られる描写が目立ち、ジャイアンの一番怖いものといえば母ちゃんとされている。妹のジャイ子を大切にしており、彼女に手を出す者は容赦しないほど、妹思いな一面もある。
将来の夢は歌手であるが、アニメ映画『ドラミちゃん ミニドラSOS!!!』ではスーパーマーケットの経営者になっている。

## 外見
登場キャラクター中、子供では最も長身。右目が大きく左目が小さい“ガチャ目”がち（表情によって強調されて描かれる程度）で団子鼻(父母妹も同じである)。常に茶色のセーターと黒の長ズボン姿（映画「のび太の創世日記」序盤では半ズボン姿。その他、夏であることが描かれている話などでは半袖姿であったりする）。
前髪は1979年から1985年まではアニメオリジナルの丸まった感じだったが、1986年以降現在まで、原作に準じたとがっている感じになった。
目についても、1979年以来、原作と違って白目があり、黒目が小さかったが、2005年の声優リニューアルを機に、原作に準じた中央が白い黒目がちの目に改められた。2010年代以降は怒った時に黒目が小さくなることがある。2017年に再度キャラクターデザインが改められてマイナーチェンジされてからも中央が白い黒目がちの目で描かれていたが、途中からは白目で描かれるようになった。
肌の色は漫画ではのび太たちと同じ肌色であるが、アニメでは褐色になっている（なお、父親も肌の色が褐色）。

## 性格
とても短気で喧嘩っ早い言動が多く、「おまえのものはおれのもの、おれのものもおれのもの」というセリフ（ウィリアム・シェイクスピアの戯曲「尺には尺を」に似たものがある）に代表されるように、きわめて自己中心的・自分勝手である（これに由来した「ジャイアニズム」という言葉が存在する）。一方で義理固く涙もろい一面の持ち主であり、「心の友よ！」と泣きながら叫んで抱きつくこともある（ただしドラえもんの道具の利益を期待している時などにも「心の友よ！」とすがりつくなど押し付けがましい面を見せることもある）。また、大長編シリーズでは義侠心に富んだ性格が強調される。

### 短所

#### 殴る、蹴るなどの暴行
「ムシャクシャしている」という理由だけでよくのび太やスネ夫に八つ当たりしている。「この野郎」などの罵詈雑言を浴びせながらクラスメイト(特にのび太やスネ夫)に暴力を振るう、相手が怪我をするまで容赦なく痛めつける、バットで十数発も殴りつけるなどの暴力を平然とふるうという容赦ない一面も持っている。ジャイアンひとりでドラえもんやのび太たち4人に殴りかかることもある。また、「のび太を1日1回殴らないと飯が不味い」と言ったこともある。格闘技や武術の真似事を始めると「腕試し」と称して、技を使わずとも楽勝なのび太を強制的に相手に選ぶなどの行為を平気で日常茶飯事として行う。
なお、暴力の対象はのび太たち同級生だけでなく、小さい子供や動物も含まれており、頭に包帯を巻くほどの怪我を負わせたり、子犬を蹴飛ばしたり、猫をゴミバケツに閉じ込めるといった行動を取る。ジャイアンが悪さをした後、その子供の親や動物の飼い主に怒られたり、親犬に袋叩きにされることもあったなど。
これらの行為をしている所を母ちゃんに見つかって母ちゃんからお仕置きを受け、強制的に退場させられるパターンが多い。逆に叱らなくなると、それをいいことにして乱暴をさらにエスカレートさせていた。

#### 強奪
登場人物の中ではスネ夫が被害にあうことが最も多い。その手口は強引に他人の漫画やおもちゃ、おやつなどを取り上げ、「お前のものはオレのもの、オレのものもオレのもの」と叫んで自分のものにする、というものである。執念深く、欲しい物があると持ち主にしつこくくれるよう頼む。借りた物が壊れたりしない限り自分から返すことはほとんどなく、催促されると開き直って怒るので友人たちはひみつ道具に頼って取り戻すことになる。当人曰く「返さないのではなく永久に借りておくだけ」「いつ返すか決めてないだけ」。
場合によっては奪った物や借りた物を返すこともあるが、物が壊されたり、汚された状態で戻ってくるため、ちゃんとした状態で返すことは少ない。
のび太やスネ夫がひみつ道具を使って奪った物を取り返されたところを目にすると逆ギレして彼らに乱暴する展開になることもしばしばある。

#### その他の短所
- のび太がしずかの家に行こうとしているのを単独で邪魔したり[16]、スネ夫と共に邪魔することがしばしばある[17]。
- スネ夫と共におつかいをしている途中ののび太にいたずらを仕掛け、のび太がママに叱られる原因を作ることもある[18]。
- スネ夫からラジコンを奪い、ラジコン機が民家の敷地などあらぬ方向に行ってしまうと、「おれ、知〜らない」といってプロポだけをスネ夫に突き返して逃げたり、ジャイアン自身の問題であるにもかかわらず、嫌なことをのび太に押し付けるなど、無責任な面もある。
- 未来の道具で世界征服を目論んだり[19]、「逆らうものは死刑！アハハ、いい気持ちだ」と発言する[20]など、独裁者的な心理描写もある。
- いつもは威張っているが、自分に責任があると感じた場合や大勢から追い詰められると弱腰になったり、泣いて許しを請うなど、小心になることもある。
- 基本的にはしずかに暴力を振るうことはなく、威圧的な態度を取ることも少ないが、のび太たちから誕生日を渋々祝われていると感じた際はしずかも例外なく家から追い出す描写もある[21]。
- ひみつ道具を上手に使いこなしたり、ひみつ道具の能力を調べるのび太たち（のび太、静香、スネ夫、出木杉）とは違い、ジャイアンにはそのような描写がない。ジャイアンの場合はよく考えずにデタラメに弄ったり、力任せに道具を使用するため、この行動が周りの人や建物に被害が及ぶ原因の一つとなっている。ジャイアンによるひみつ道具で主に被害に遭っている人物はスネ夫であり、ジャイアンの行動で巻き添えを食ったり、ジャイアンに本心を見抜かれて袋叩きに遭ったことがある[22]。ジャイアンの家も被害の対象になっており、しずめ玉で地中に沈んだり[23]、材質変換機で家の材質がビニールになってしまったり[24]、ねじ式台風のねじの巻き過ぎによる小型台風で庭が滅茶苦茶になるなどの被害に遭っている[25]。なお、騒動後はジャイアン自身がひみつ道具で痛い目に遭ったり[26]、母ちゃんに怒られたり[27]、お仕置きをされることが多い[28]。
- 前述のようにのび太たち小学生の間では圧倒的暴力で恐怖の対象であるが、その強さは決して小学生の範疇を超えておらず、両親や先生に逆らえないのは無論のこと、中学生か高校生の不良にカツアゲされて怯えたり[29]、大人の浮浪者に「税金」と称した上納金を取られても何もできなかったり[30]と、年上相手だと弱さを見せることも多い。相手がのび太でも、タイムふろしきで10年後の姿になったのび太には相撲を取っても敵わず[注 3]、その後無理矢理ジャイアンズの野球の試合に参加して凡退を繰り返す大人のび太に抗議したところ「ゴシャゴシャ言うな! 子供のくせに大人にさからうのか!?」と脅されて「さからいません」と怯えている[31]。

### 長所

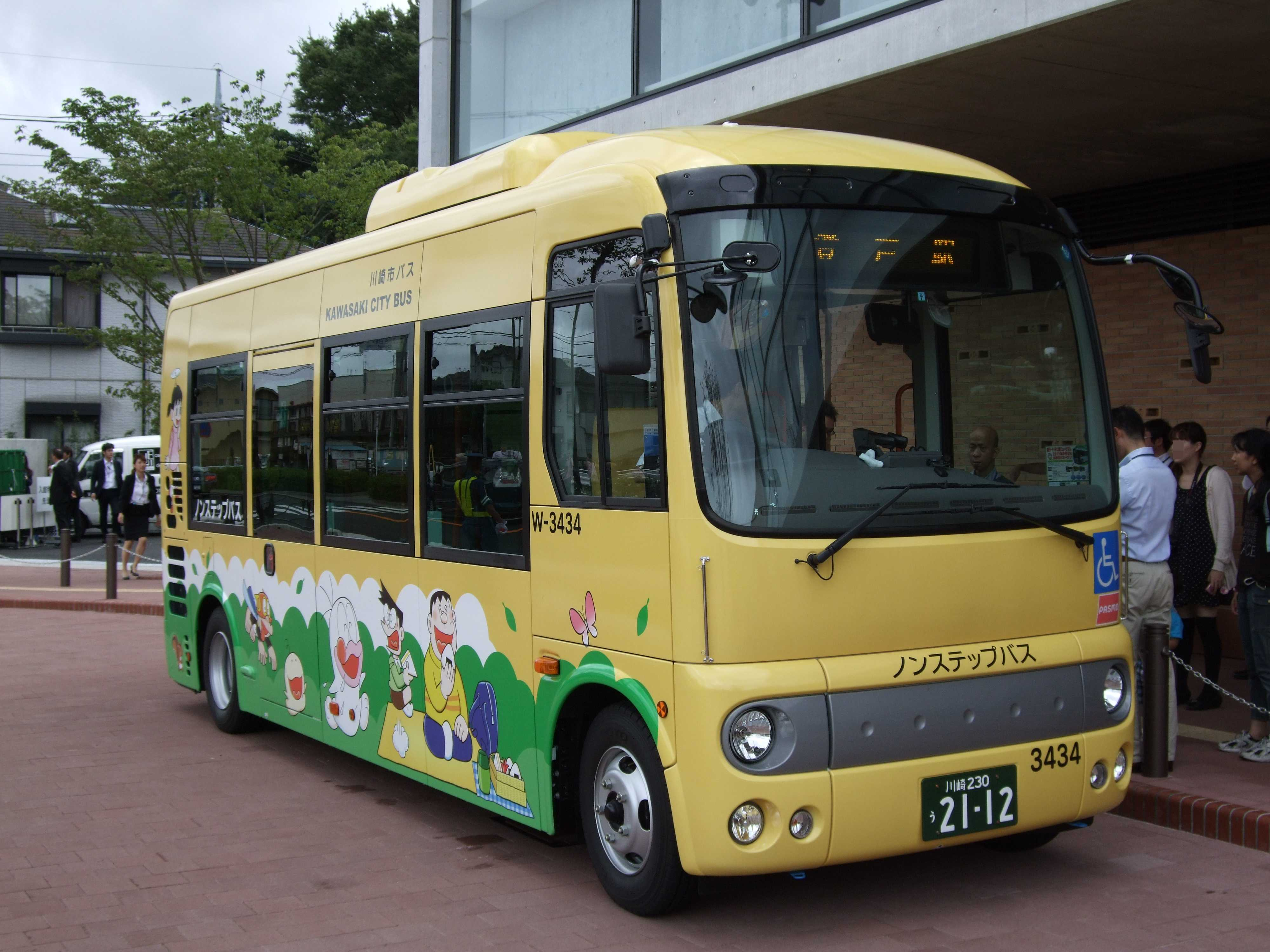
藤子・F・不二雄ミュージアム発着バスに使用されているジャイアンのイラスト(右端)

普段はとても短気で喧嘩っ早いほどの粗暴な性格であるが、ドラえもんやのび太など主要キャラクターがピンチに陥ったときには心配したり、助けたり、涙ぐんだりするなどし、内面では彼らを親しい友人とみなしていることがわかる。
たとえば風邪をひいたのび太を本気で心配したり、ドラえもんの力を借りられず追い詰められたのび太を助けるために共闘したこともある。もしもボックスの効力でのび太がアメリカへ引越しをすることになった際には、誰よりも早くのび太の家へ駆けつけ涙を流して、今まで虐めてきたことを謝罪し、今までの分、自分を殴らせた。
大長編シリーズでは特にその体格ゆえに男気溢れる性格が顕著で、命を賭して友達を守ろうとするなど仁侠的な印象が強い。
連載初期にはこうした性格が固まりきっておらず、ドラえもんとの別れを嘆くのび太をからかっていじめたこともあるが、映画『帰ってきたドラえもん』ではドラえもんが未来から帰って来た直後、のび太の心を傷付けたことを謝ろうとどら焼きを持ってしずかとスネ夫と共に野比家に来ていた。
またこうした性格が行き過ぎてかえって迷惑になることもあり、のび太が家出した時にはそれを支援するためスネ夫に強制的に協力を求め、おじさんの話に感動しのび太の押しかけボディーガードとしてつきまとった。
他者を思いやる行為に弱く、涙もろい面もある。学業こそ怠るものの強くなりたいという意思もあり、自身で身体を鍛える努力家の一面も併せ持っている。
非常に妹思いであり、妹のジャイ子に対しても優しく、彼女を泣かしたり、傷付ける者は友人であろうと怒りを見せる。ジャイ子が漫画のスランプで落ち込んでしまった際は、ドラえもんやのび太に頭を下げて助けを求めたこともある（ただし言うことを聞かない時にその都度脅しをかけてくる）。アニメ第2作第1期の後期では、ドラミという妹を持つドラえもんとは同じく妹を持つ兄として共感し合う場面もあり、アニメ第2作第2期ではジャイ子とドラミがスネ夫とスネ吉に会っている場面をドラえもんと共に知った際は同じ妹を持つ兄としてドラえもんと手を組んで一緒に様子を探ったり、勘違いでジャイ子とドラミが泣かされたと思い込んだ時もドラえもん共々激昂してスネ夫とスネ吉を痛い目に遭わせている。子守りロボットのドラえもんよりも子守りも上手く、面倒見のいい所もある。

### その他の性格的特徴
のび太やスネ夫、しずかなどがそれなりに親に反抗しているシーンがあるのに対し、ジャイアンは親への反抗心を抑えている所もあり、店番をさぼろうとしたり陰で悪口を言うなどして、ストレスを発散したこともある。
泣き上戸の気があり、酔っ払うと女口調のおとなしい性格になり、酔っ払うと酒癖が悪くなるスネ夫に散々殴られ、これまで奪ってきたおもちゃや漫画を返させられた。

## 友人関係
前述のような性格から、のび太と同じ立場に立たされた際はのび太を支援していることがわかる。普段はスネ夫とコンビでのび太をいじめることが多いが、スネ夫の態度に怒りのび太と組んで仕返しをしたこともある。
映画『のび太の結婚前夜』ではジャイアンの家でのび太、スネ夫、出木杉とバチェラーパーティー（男友達が新郎を送り出す女人禁制の、独身時代最後の飲み会）をした際、「なんでしずかちゃんがお前を選んだのかわかった気がする」と語るなど、心のどこかではのび太を認めていた節がある。また、テレビアニメ第2作第1期の「本音ロボット」では、内心ではのび太のことを友達だと思っているが、なかなか素直になれずに暴力を振ってしまうと本音ロボットを介して語っている。
入学式の日、のび太が失くしてしまった自分のランドセルをずぶ濡れになりながら探し、ランドセルがあったトラックを必死で追いかけた。
レギュラーメンバーの中ではスネ夫と行動を共にすることが多く、スネ夫との友情を感じさせる描写も少なくない。しかしスネ夫は内心ジャイアンに対してかなり鬱憤が溜まっているようで、のび太やドラえもんと一緒に仕返しをすることも多い。ジャイアンはおべっかを使うスネ夫に気を良くし、スネ夫はジャイアンの腕力を笠に着てのび太をいじめ、といった一種の利害関係が形成されている。ジャイアンはスネ夫に利用価値が無いと判断した際は一転してスネ夫をいじめることが多い。
クラスメイトには横暴な振る舞いが多いが、出木杉には個人的な相談に乗ってもらうなど、一目置いている。ただし回によっては暴力を振るったり、漫画を奪ったりするなど、出木杉自身はジャイアンを恐れている様子。
のび太を野球に誘う場面が多いが、それはチームメンバーが足りない時だけ入れるのみで（実際、チームに入れると負けることは承知しながらも数が足りないと野球ができないという止むを得ない状況からきている）、逆に足りている時や入れるとチームが負けるという戦力外通告的な考えで誘わないこともある。また、のび太からしずかと遊ぶ約束などを理由に断られてもなおむりやり野球に連れて行くこともあるが、逆にある事情で「地球の危機にそんなことをしてる場合じゃない」と強く言い返されたり、のび太がママのことを泣き叫んだ時には可哀想になって離してあげたり、外に出たくないのび太から怒鳴られて「二度と誘ってやるか」と怒りながら去って行くなど、場合によっては押し切られることもある。

## 恋愛面
恋愛面に関しては苦手な所がある。女の子と仲良くなるための方法を相談するときは普段の頼みごとのときより声が小さくもじもじしていて笑われたりする（もっとも、その後はいつもどおり怒り狂ったり脅しを掛ける）。また、イヌを連れた女の子に一目ぼれしたときは、ムクを散歩に駆り出して会話するも終始どぎまぎしていた。さらに、野球ボールを拾ってくれた女の子に一目惚れした際、のび太とスネ夫に秘密道具の「人間味調味料」を使って自分を都合の良い性格にするよう命令するが、スネ夫に邪魔され失敗する。なお、誰彼かまわず暴力を振るうジャイアンだが、女の子には乱暴なマネはしないようである（ただし「横取り」はしていたような描写がある）。しずかに好意を寄せている節もあり、のび太としずかが仲良くしていると嫉妬する一面がある。

## 嗜好

### 趣味・好きなもの
最大の趣味は歌であり、度々クラスメイトをリサイタルに強制参加させているが、破壊的なまでの音痴ゆえにジャイアンが歌うことを周囲は恐れている。
また料理をしている描写があり、これも歌に劣らず破滅的である。
秘密の趣味としてままごとがありひみつ道具で偶然見つかったドラえもんにからかわれると「どら焼きやるから内緒にして」と必死に顔を真っ赤にしながら頼んでいたが、幼少期にはスネ夫とつるみ、のび太がままごとをしているのをからかっている。少女マンガを読んで号泣する場面もある。
ローラースケートもしており、車に轢かれそうになったところをのび太に突き飛ばされて助けられている。また、プロ野球観戦も趣味としており「めしより好き」と語るほど。
スネ夫からは「これ以上下手な歌を聴きたくなかったから」という理由で絵を描くことを趣味にするようおだてて勧めたが、当のスネ夫はジャイアンの絵を「むちゃくちゃ」と表していた。ただ作中後半になると「いい色出しているね」と評論家から褒められたり、絵が得意なスネ夫の描いた絵に劣らぬキャラクター原案を描いたりしている。
かなりの大食漢かつ早食いで、好物は豆、たい焼き、饅頭、ラーメン、カツ丼、冷やし中華などで、大長編ではラーメンやカツ丼を食べているシーンが多い。のび太やスネ夫が食べ物の好き嫌いが多いのに対して、基本的に食べ物の好き嫌いは無く何でも美味しく食べている。アニメ第2作第1期ではピーマンが好物という設定。
尊敬する人物は宮本武蔵と柔道十段のおじさん（後述）。アクションスターの千葉県一も尊敬しており、ケンカの方法を伝授してもらったり（実際はロケのアクションシーンの収録に巻き込まれただけ）、サイン色紙を宝物として持っていたりしている。
アイドル・星野スミレ、青空ゆかり、川合可愛、伊藤翼、氷川きよしのファン。でも基本的には歌手としては自分が一番好きで翼らに嫉妬することもある。また、レッド・ツェッペリンとおぼしきプリントのシャツを着ていることがある。「LED ZEEPLIN」、「Led ZeepLin」、「L・Zeep」、「L・Z」と書かれたシャツを着ていることがあった。
大きなテディベアも好き。毎週見ている動物番組に800枚の応募はがきを送って当選。それがテディベアであった。また、ゴリラのぬいぐるみを抱いて寝ていることも。書籍『ドラえもんのまんがで覚える英語辞典』では少女漫画のキャラクターが描かれた下敷きを持っていたこともあった。
温泉が大好きという設定もある。

### 苦手なもの
両親には全く頭が上がらないが、特に母ちゃんが大の苦手。姿を見なくても「たけし！」という怒鳴り声を聞いただけで震え上がって逃げ出すほど。また、ドラえもんのひみつ道具による母ちゃんのロボット（「身代わりテレビ」や「反応テストロボット」）でも恐れており、腫れたのび太の顔を母ちゃんと誤認して逃げ出したこともある。親戚で苦手なおばさん（母方の妹）もいる。先生（後述）や神成さん、不良の上級生といった目上の人物も苦手にしている。
本人は「（母ちゃんを含む大人を除いて）怖いものはない」と語っており、ドラえもんとのび太が考えつく限り出した怖いものに対して、全く怖がらなかった。しかし大男やお化けを怖がっている描写もあり、のび太同様に虫などは基本的に平気だが本物のお化けや怪物は怖がることがある。
なお、テレビアニメ第2作第1期「思いでボックス」（1997年12月22日放送）では、のび太が「思いでボックス」で「ジャイアンの一番怖い思い出」と言った際、ヒーローのイラストがプリントされたパンツが出てきた。ジャイアンは幼い頃、このパンツを履くと必ずおねしょをしてしまい、母ちゃんに怒られて物置に閉じ込められるという罰を受けた。ジャイアンは小学生になった今でもこの出来事を覚えており、この思い出を見た時は冷や汗をかいていた。
しかし苦手とする一方、母に気を使う、ピンチの時には母に助けを求めるなどの愛情は持ち合わせている（店番を一人でやるから映画を見に行かせるなど）。
また、上述のように母ちゃんと同じく先生に対しても全く頭が上がらない。例えば級友に言いがかりをつけたり暴力をふるっているところを先生に見つかり説教されると、ひたすらペコペコして謝ることしかできなくなる。

## 将来
作中でツチノコを偶然捕獲しマスコミに報告。未来の百科事典では第一発見者として彼の名が記されている。
歌手（正確にはシンガーソングライター）になることが夢で、「おれ、絶対に歌手になって、大賞をとって、紅白にでます」と張りきっており、ノビタレコードからレコード「乙女の愛の夢」をリリースしたこともある。さらに、ドラえもんに頼んでサイン入り特大パネルを作ってもらったこともある。そのパネルはファンレターをくれた人の中から抽選で当たるという物だったが、応募してきた手紙はどれもジャイアンの歌を酷評するものだったため、のび太が仕方なくもはん手紙ペンで適度なファンレターを書き、のび太にプレゼントされることとなった。
また、ファッションモデルになるという夢も持っている。
将来、世界各地に支店を置く大型百貨店「ジャイアンデパート」を経営し、チェーン会長になることを夢見ている。しかし、ジャイアンは独立して「スーパー・ジャイアンズ」という名の総合スーパーを経営することになる。一方母は、元気に剛田商店の経営を続けている。また、アニメ第2作2期「のび太のおよめさん」（2014年8月9日放送）では、25年後も剛田商店の配達をしていた。

## 能力

### 運動能力
主要キャラクターの中では突出した高い運動能力を誇る。ひみつ道具「正確グラフ」による計測結果によると、力はスネ夫の約1.4倍、しずかの約1.7から2倍、のび太の約3.3倍。

#### 草野球
のび太やスネ夫などと「ジャイアンズ」というチーム名で草野球をよく行い、そのキャプテン兼監督兼ピッチャーで、4番を務める。
スイングは凄まじく、自分のステージ衣装を紛失されたとしてドラえもんに木製バットで襲いかかる途中、軽々と電柱を両断するほどのパワーを見せている（『のび太と竜の騎士』）。
ピッチャーとしてはヒットを打たれている描写が多い。のび太のエラーで走者を出している描写もあるが、ほとんどが誰も取れないようなホームランも多く、のび太の守備位置であるライトまで軽々とフライを打たれることもしばしば。打者としてはホームランを幾度か打つなど、それなりに活躍している。ジャイアンズが試合に負けると大抵「のび太のせい」として怒る。
大長編では彼のバッティングの腕や、コントロールが勝利の決め手になったこともある。『宇宙開拓史』では、作品舞台であり重力の軽いコーヤコーヤ星の岩石をスネ夫と静香がトスしてジャイアンがそれをバットで打ち、敵の飛行戦艦に次々と命中させて撃沈させている。『ブリキの迷宮』では、空を飛んでいるブリキの飛行機をジャイアンのバッティングで打ち落としたこともある。

#### その他のスポーツ
前述の草野球チームの特訓で行った町内十周マラソン（のび太、スネ夫、安雄、はる夫が参加）で一位になるなど高い持久力を持つ。「天気決定表」では、1キロメートル泳げると言っている。
親からは柔道を習っており、まねごとながら多少は空手の心得もあるようである。アニメ第2作では相撲の大会で実績を残した描写もある。また、腕立て伏せを100回もしたり、学校の鉄棒で鉄棒技の大車輪をやってのける。大長編『太陽王伝説』ではイシュマルから自分から進んで棒術を習い、作中ではかなりの上達を見せていたり、ティオと互角に殴り合いをするなどもしていた。
だがこれらと逆に、ボール、ピストルなどの命中率は低く、ノビスケのサブミッションには弱くそのまま電柱に叩き付けられるという一面もあった。

### 知力
運動は得意だが反対に勉強は大の苦手で、テストの点数も悪い。「正確グラフ」での計測結果によると、頭の良さはのび太の2倍だが、のび太が低すぎるため結局大差はない（なお、しずかの 1/3 、スネ夫の 4/7 でもある）。

#### 成績
普段の点数は15点などで、のび太と大して変わらず、0点も取っている。100点の答案を父ちゃんに見せても、父ちゃん（アニメでは2回父ちゃん、その他は母ちゃん）には不正行為をしたことを簡単に悟られるほど。その他にひみつ道具「アンサーグラス」でも100点を取っているが（この時、出木杉でも難しくて100点を逃している）、両親に怒られたのかは不明。
ただ、何もかもがあべこべの世界で宿題をやってこなかったり、他にも宿題を気にするシーンが見られることから、のび太と違い宿題はしているようではある。ただし、宿題をしてこなくて、先生に叱られた描写もある。

#### 知識
磁石の原理を知らなかったことが原作で判明する。後で自分で発見し、その際にのび太に笑われている。
自分はなぞなぞが得意であるというだけはあって、「のび太に50円のアイスを50円払ってもらった後、やっぱり100円のアイスが欲しいと言って、のび太にあと50円よこせと言われると、『最初に50円玉渡して次に50円のアイスを渡して50円+50円は100円になる』」という巧みな台詞でのび太を騙したり、「東京タワーよりも高くとぶ方法」のなぞなぞ（答えは「その場でジャンプするだけ」。東京タワーは飛べない）など、ずる賢い一面もある。

## ジャイアンの歌
歌うことがなによりも好きだが、信じられないような悪声で、絶望的にあまりにも酷い音痴である。本人はそのことに自覚がなく、自分の歌のひどさを指摘されると激怒する。彼の歌声は「ボエ～」と表現され（たまに「ホゲー」）、アニメでは大音響にエコーがかかったような表現になる。
ジャイアンが音痴であるという設定の初出は「ドラえもんの歌」。一方で水田版ではラップが上手いという設定があり、これは声を担当した木村の特技の一つで、作中でも披露している。

### 歌のひどさ

#### 歌唱力
その歌を聞いた周囲の人間は体調が直ちに悪化する（ドラえもんやのび太ら曰く「命にかかわる」）。生声だけではなく拡声や録音された音声でも同様の害がある。このため偶然テレビを通して歌を聴いてしまった先生はたちまち気を失い、次の日学校に出てこられなかったことがある。のび太によれば「音痴の怪獣が化けて出たような声」。その破壊的な歌唱力は「公害の一種」と表現されたり、「フグ毒」や「核兵器」と比較されることもある。
人間のみならず窓ガラスや壁を破壊するほどのエネルギーを持ち、テレビやラジオなどのAV機器に音を入力すると破損してしまう。有害な部分を強めて害虫駆除に利用されたこともある。

#### 歌詞・曲
歌詞もセンスがなく、歌詞の中には「胸の心の頭も濡れる」「あの子は二度と帰るぞ」「おいらのハートの心」「きみのひとみのまなこ」「お空の月の星のなみだ」といった意味がわからない、または日本語としておかしい言葉があった。
また、自分のことを褒める歌詞が多いのも特徴である。
ドラえもんから借りたヒットソングコングに歌詞に入れたいものを決める際、「コオロギ」「たくあん」「しおから」と書いた紙を入れたが、ヒットソングコングから「相応しくない」と拒否された。
その一方で作曲センスはあり、ジャイアンの作曲した曲を聞いたのび太とドラえもんが褒めたことがある。ただし楽譜は読めない。

#### 音痴に対する自覚のなさ
自身の悪声・音痴にまったく気づいておらず、自分の歌に絶対の自信を持っており（自分の歌を「芸術」などと自賛し、聞いている）、自分の歌のひどさを指摘されると激怒する。ただし、自分の歌がまわりから煙たがられていることは薄々だが自覚している。その一方で、寝ぼけて聞いた自分の歌を「誰だ!! 夜中に下手クソな歌を……」と激怒、酷評したこともある。また、のび太に音楽指導をし、のび太が自分とそっくりに歌うと「オンチ！」と酷評し、自分の指導で上達しないことを不思議がる。

#### リサイタル
しばしば「ジャイアンリサイタル」などと銘打って独演会を開催し、手製のチケットを脅して売りつけ、スネ夫を中心とした町の子供たちがリサイタルを中止にする会議をするもそれを暴力でやめさせたり、強引に集めて実際に歌を聞かせては皆を困らせている。空き地にお手製の看板と空き箱を並べて舞台を作り、何時間も熱唱する（連載後期になるとドラえもんの道具を用いて派手な衣装に身を包み、豪華なステージセットを組むようになる）。ジャイアンの母はジャイアンリサイタルのことを知っており、「近所迷惑な歌はやめろ」と訴えている。大人が剛田家やリサイタル中の会場に抗議に来る場面はないが、ドラえもんのひみつ道具を使っても所詮一時凌ぎに過ぎず歌を止めたり本人の声が綺麗になるわけではなく、道具の想定外効果で夜中に歌声が響いて住人たちがジャイアンを怒る場面がある。

#### 特殊な被害
- 「声紋キャンディー」を使って歌手[注 9]の声を手に入れ、テレビの歌番組に出演したことがあったが、飴をなめるのが早すぎたために出演時に効果が切れて自らの歌声が放送されてしまい、全国のテレビが故障したり、視聴者が救急搬送されるという大惨事を引き起こした[108]。

- もしもボックスにより音が存在しない世界を作ったことがあったが、この時のジャイアンの歌は歌詞をホワイトボードに書いてドラえもんらに披露していたものだったが、字を見るだけで寒気がするほど酷いものであった[116]。

#### 武器としての利用
その悪声を逆用して、ジャイアンの歌が音響兵器扱いされる描写が散見される。
- 17巻「驚（原作では狂）音波発振機」などではドラえもんたちはそれを攻撃手段として利用し、ドラえもんたちのピンチを救うこともある（特にアニメオリジナル作品）。このエピソードをもとにしたアニメのエピソード「ひびけ!ジャイアンの歌」では、歌声の持つパワーの前に発振機自体が大爆発を起こしてしまった。2006年、2012年にアニメ化された際のきれいな声のジャイアンは前者はスキマスイッチ、後者は歌手の由紀さおりが担当した。

- 『ドラえもん のび太の魔界大冒険』では、歌で人魚[注 10]の歌声を圧倒し、遁走させたほか、怪獣「ツノクジラ」を一撃でノックアウトしたりするほどの威力を見せた（悪魔には怪音波と分析されている）。これについて柳田理科雄は、「超音速機2機分の衝撃波に相当する」と述べている。

- 『ドラえもん のび太の南海大冒険』では改造生物と戦う岩男の応援のつもりで歌い出し、改造生物をノックアウトした。

- 映画の『ドラえもん のび太とふしぎ風使い』ではスネンダーになったスネ夫を元に戻すために歌い（結果は失敗）、近くにいたドラえもんは音痴ぶりに耳を塞いでいた。原作の大長編では歌う描写はない。

- 映画『ドラえもん のび太の人魚大海戦』では、メガロドンに食べられそうになった時に歌い出し、メガロドンを退散させた。ドラえもんは「メガロドンの方がマシ」と評した。

- 映画『ドラえもん のび太の南極カチコチ大冒険』では、驚音波発振式害獣撃退器を使用したジャイアンの歌声でオクトゴンを倒した。

- 映画『ドラえもん のび太の月面探査記』では強力な音波を発するアルとともに「コエカタマリン」で固めた歌声で衛士ロボットを撃退した。

- ファミコンソフト『ドラえもん ギガゾンビの逆襲』では「まじんのマイク」を使って歌うことにより、敵全体に大ダメージを与えることが可能。スーパーファミコンソフト『ドラえもん4 のび太と月の王国』では他キャラクターとの合体時に援護技として歌うことで画面全部の敵を攻撃する。他にもファミコンの『ドラえもん』、スーパーファミコンの『ドラえもん2 のび太のトイズランド大冒険』や『ドラえもん3 のび太と時の宝玉』にも攻撃方法として登場している。

#### 歌に聞きほれたキャラクター
過去に漫画・テレビアニメ・劇場用映画・特番放送などを通した歴代登場キャラクターの中で、ドラえもんのひみつ道具の効果なしでジャイアンの素の歌声に聴き惚れたキャラクターが2人だけ存在する。
- 映画『ドラえもん のび太の南海大冒険』に登場するベティはジャイアンの歌を「上手い」と評しており、大長編では涙を流していた。
- 2011年6月10日放送「新曲発表!ジャイアンにボエボエ?」に登場したたか子は、ジャイアンの歌声が以前飼っていた犬の鳴き声に似ているためという理由で平気であった。

また、次のような例も存在する。
- 2012年11月2日放送「奇跡のデュエット！ジャイ＆スネ」ではカラオケ大会でスネ夫とのオリジナルデュエット曲を披露したが、誰も悶絶させることなく歌い上げている（しかし入賞はしなかった）。

ドラえもんの道具によって聞きほれた例も存在する。
- 道具「ヤメラレン」によってジャイアンの歌中毒になったドラえもんたちにアンコールを言い渡され、声が嗄れるまで歌ったが、それでもしつこくアンコールをせがまれ、翌日には歌をせがむドラえもんたちから逃げ回る羽目になった[117]。

逆に道具などを使わない状態でかつ普通の状態でジャイアンの歌を聴いて面と向かって罵倒した登場キャラクターは大長編『ドラえもん のび太の太陽王伝説』に登場したティオ王子(ただし映画ではティオがジャイアンの歌を聞く描写はない)と映画『ドラえもん 新・のび太と鉄人兵団 〜はばたけ 天使たち〜』に登場したピッポであり、「下手くそ」「こんなひどい歌聞いたことない」「うるさいだけの騒音公害」とまで言われた。

## 著名なエピソードについて

### ジャイアンシチュー
ジャイアンの作った料理で、歌唱力同様に壊滅的。ただよった臭いでイヌや鳥や虫が気絶する（2019年1月18日に放送された「ジャイアンシチュー」ではそばにあった花壇の花もしおれる描写がなされている）ほどで、たくあんやセミの抜け殻、大福を使ったりするなど食材や味の面でも、この世のものとは思えないようなものだという。
原作では料理を楽しんでいる描写が2回あるが、その一回目に作ったものがジャイアンシチューである（のび太たちの話では、それ以前にハイキングで料理を振舞ったが、やはり後で吐き出すほど不味かったという）。二回目の料理は試食したジャイアン自身が倒れてしまい、開催予定だったディナーショーが中止になった。なお二回目のものは「ジャイアンシチュー」だとは明記されていないが、藤子・F・不二雄ミュージアム内で食べられる「ジャイアンシチュー」にはこちらの料理に使われた材料（をかたどった煎餅）がいれられるなど、作品外ではジャイアンシチューと同一視されている。
テレビ版では「ジャイアンピザ」というものを作り、世界中の人間がほしがらなかったが、宇宙人に好まれたことがある。

#### 料理の内容
代表的な創作料理「ジャイアンシチュー」はひき肉、たくあん（10年もの）、塩辛（10年もの）、ジャム、煮干、大福、セミの抜け殻、得体の知れない葉や骨（2019年1月18日に放送された「ジャイアンシチュー」におけるジャイアンの発言）などの材料の組み合わせによるシチューであり（「その他いろいろ」と多くは語られない）、「プウン」や「モワ〜」など不気味な臭いを漂わせ「ドロ〜リ」という怪しい効果音を出すなどする。その臭いは飛ぶ鳥を落とすほど。味は舌を出して泣きたくなるほど最悪だという。
また別の回では、味噌やジャム、たくあんにさらにセミの抜け殻の入った料理を作り、自ら味見してひっくり返った。なお、セミの抜け殻は、センタイ（蝉蛻）という漢方生薬として専門店で取り扱われ、薬膳料理などにも用いられるものでもある。

#### 料理の再現
木村祐一がテレビ番組の企画の中でジャイアンシチューを再現してみたところ、このときは計画的に煮詰めたのでビーフシチュー風味の美味しい料理になったという。
また、2011年5月11日放送のシルシルミシルでは「実際に作るとどんな味なのか？」という視聴者からの質問を受けてこの料理を再現。調理は子役の長与航己（番組曰く「ジャイアンぽい子」）が担当。子供が適当に調理したこともあって、外見は原作通りドロリとした凄まじいものに仕上がった。試食した土井善晴は「食材のバランスが最悪、暗闇のような味」と酷評していたが、その後に試食した出川哲朗は「美味しい。見た目を気にしなければ普通に食べられる」と評価しており、長与自身も「美味い」と述べている。そのため、味は意見が分かれるようである。
藤子・F・不二雄ミュージアム内の飲食施設であるミュージアムカフェには、「ジャイアンシチュー」がメニューにある。こちらは普通のシチューであり、薬味として塩辛、たくあん、ジャム、煮干し、大福、蝉の抜け殻が描かれた煎餅が付いてくる。
また、2013年にジャイアンと木村昴の誕生日を祝してYouTubeで配信された特番にて、木村がジャイアンの指導のもとジャイアンシチューの調理に挑戦したところ、試食の感想は「塩辛が効いてますね」だった。

### きれいなジャイアン
36巻「きこりの泉」に登場する。
きこりの泉とはイソップ寓話「金の斧」に登場する泉をモチーフにしたひみつ道具で、泉に物を投げ落とすと女神型のロボットが現れ、彼女の出す問いに正直に答えると落とした物の上位品や素晴らしい物を授けてくれる。そこへ古くなった大量のおもちゃを落とし、新しい物と取り替えてもらおうとしたジャイアンが誤って泉に落下してしまった際、女神ロボットと共に現れたのが「きれいなジャイアン」である。
きれいなジャイアンはオリジナルのジャイアンよりも太い眉と凛々しい目が特徴で、性格は品行方正。一人称は「ぼく」でドラえもんやのび太やスネ夫を「くん」付けで呼ぶ。なお、このひみつ道具の元となったイソップ寓話とは異なり泉に投げ込んだ物はどう答えようと返してもらえず、オリジナルのジャイアンは「助けてくれー」と叫びながら女神ロボットにシャツを捕まれて強引に引きずり込まれていた（アニメでは力ずくに頭を押さえ込まれている）。なお、テレビアニメ第2作第2期「顔か力かIQか」では、のび太がジャイアンの体力を減らしルックスやIQを上げた際、きれいなジャイアンのような顔付きになった。声は爽やかで「覚えてろよ野比くん」と捨て台詞を吐いた。
このきれいなジャイアンは天田印刷加工の「ドラえもんカードゲームコレクション」でレアカード (R0005) として登場し、ロッテの「ドラえもんクッキーボールチョコ」のおまけとしてフィギュア化もされた。さらに、2008年にはワンダーフェスティバル限定商品としてフィギュア化されている。また、藤子・F・不二雄ミュージアムにはきこりの泉が置かれ、そこからきれいなジャイアンが現れるようになっている。

## 名前・呼ばれ方
前述のように通称はジャイアン。巨体を持つのでこの通称がついたが、（作中世界において）誰が最初にこの通称を提案したか、ジャイアン本人が呼ぶよう促したのかは不明。同級生からはのび太やスネ夫をはじめとして男子はジャイアンと呼んでいるが、しずかなどの女子からはたけしさん、出木杉からはたけしくんなどと呼ばれることが多い。両親からは「たけし」、ジャイ子からは「お兄ちゃん」と呼ばれており、名字で呼ばれることは先生程度だが、アニメ版では出木杉から「剛田くん」と呼ばれることがある。
えびはら武司作「藤子スタジオアシスタント日記 まいっちんぐマンガ道」によると「たけし」の名は自身の名より、誕生日6月15日も自身の誕生日6月5日からとある。同著によれば、藤子は当初「ジャイアンの本名を決めると同じ名前の子がいじめられないか」を心配していたが、本名を教えてほしいというファンレターの数の多さから遂に折れ、「身近な人からとったと言えば愛される対象になるのではないか」とアシスタントのえびはらの名前を使ったという（ただし注釈にある通り、「たけし」の初出はえびはらがアシスタントになる前である）。なお、同様の理由から妹のジャイ子は、現在も本名が決められていない（後述）。
「ジャイアン」という呼称について、健部伸明編『幻獣大全』は、「語尾の子音を発音しない、フランス語風に『Giant』を言ったもの」という説を提唱している（ただしフランス語読みに準じれば「ジアン」と読むべきで、さらに「巨人」の英語「Giant」に相当するフランス語は「Géant」（ジェアン）である。フランス語版の漫画『ドラえもん』では「Giant」と綴られており、ジャイ子は「Gianette」である。この場合のGiaはイタリア語風であり、通常のフランス語のJeannetteとは微妙に綴りを替えてある）。なお、川崎市の藤子・F・不二雄ミュージアムで販売されているジャイアングッズには「GIAN」という綴りが充てられている。
中国語圏ではジャイアンは「胖虎」（太った虎）で親しまれている。2017年7月に政府がインターネットを検閲・規制している中国で「胖虎」が検索不可能になった際は同時期にクマのプーさんの中国語表記も規制されていたことから、最高指導者の習近平中国共産党総書記と容姿が似ているとネットで指摘されたために規制対象になったと一部メディアは推測している。韓国語版では「マン・トゥントゥン（만퉁퉁）」と呼ばれ、同じく太ったという意味。
アメリカ版では「Big G（ビッグ・ジー）」の愛称で呼ばれている。アメリカ合衆国での放送時、英語の「Giant」には「ぼんやりした」「遅い」といったイメージが存在することから、新たに「Big G」という愛称が設定された。また、ジャイ子は「Little G（リトル・ジー）」の愛称で呼ばれている。

## 実家
実家は個人商店を営んでおり、父親、母親、妹のジャイ子と同居。その他にペットの犬のムクが登場することもある。
原作では、卵や缶詰を売ったり、カボチャなどの野菜を売ったりする描写があるのみで、店名などは不明。ジャイアンいわく「ボロ屋」であり、家のトイレはボットン便所である。
アニメでは「剛田雑貨店」、あるいは「剛田商店」という雑貨屋。ジャイアンも「雑貨屋」と発言している。また、時事を反映してオンラインフード配達サービスを行ったこともある。
母ちゃんによく店番を頼まれているが、サボってどこかへ遊びに行ってしまうことも多い。アニメでは、のび太がもしもボックスを使ったためにアメリカに引っ越すことになりかけたとき、ジャイアンの母ちゃんがのび太のママに「剛田雑貨店のホームページ、アクセスしてね」と言ったことから、ウェブサイトを公開しているらしい。
TOYOTAのCMでは、雑貨店だった店が地元スーパーマーケットになっている。店名は、自分がキャプテンを務めた少年野球チームから付けた。

## 関連人物
以下の設定は、基本的に藤本による漫画のものである。アニメのみの登場人物やアニメのみの設定、藤本以外の作者による漫画作品の人物の場合はその旨を記載する。
以下、★印はアニメのみの人物。

### 系図
剛田家　　　
| 曾祖父            |                   |                   |                   |                   |                   |  |  |          |          |          |          |          |          |  |  |      |      |      |      |      |      |
|                   |                   |                   |                   |                   |                   |  |  |          |          |          |          |          |          |  |  |      |      |      |      |      |      |
| ○                 |                   |                   |                   |                   |                   |  |  |          |          |          |          |          |          |  |  |      |      |      |      |      |      |
|                   |                   |                   |                   |                   |                   |  |  |          |          |          |          |          |          |  |  |      |      |      |      |      |      |
|                   |                   |                   |                   |                   |                   |  |  |          |          |          |          |          |          |  |  |      |      |      |      |      |      |
| 父                | 父                | 父                | 父                | 父                | 父                |  |  | 母       | 母       | 母       | 母       | 母       | 母       |  |  | 叔母 | 叔母 | 叔母 | 叔母 | 叔母 | 叔母 |
| 父                | 父                | 父                | 父                | 父                | 父                |  |  | 母       | 母       | 母       | 母       | 母       | 母       |  |  | 叔母 | 叔母 | 叔母 | 叔母 | 叔母 | 叔母 |
|                   |                   |                   |                   |                   |                   |  |  |          |          |          |          |          |          |  |  |      |      |      |      |      |      |
|                   |                   |                   |                   |                   |                   |  |  |          |          |          |          |          |          |  |  |      |      |      |      |      |      |
| 武 （ジャイアン） | 武 （ジャイアン） | 武 （ジャイアン） | 武 （ジャイアン） | 武 （ジャイアン） | 武 （ジャイアン） |  |  | ジャイ子 | ジャイ子 | ジャイ子 | ジャイ子 | ジャイ子 | ジャイ子 |  |  |      |      |      |      |      |      |
| 武 （ジャイアン） | 武 （ジャイアン） | 武 （ジャイアン） | 武 （ジャイアン） | 武 （ジャイアン） | 武 （ジャイアン） |  |  | ジャイ子 | ジャイ子 | ジャイ子 | ジャイ子 | ジャイ子 | ジャイ子 |  |  |      |      |      |      |      |      |
| 息子              |                   |                   |                   |                   |                   |  |  |          |          |          |          |          |          |  |  |      |      |      |      |      |      |

この他は血筋不明。

### 家族
ジャイアンの母ちゃん
声 - 青木和代（1979.4 - 2005.3）→竹内都子（2005.4 - ）
実直で息子に厳しく、豪放な性格。ジャイアンに店番や配達の手伝いをさせ、サボったり音痴な歌を歌ったり弱いものいじめをした際にはしばしばゲンコツや平手打ちなどの体罰が加えられるため、彼には心から恐れられている。
ジャイアン以外の人物に対しては原則暴力をふるったり暴言を吐いたりすることはなく、特にのび太に対しては優しい。のび太にとってはいじめられているときに登場して助けてくれる心強い味方である。のび太と一緒にドラえもんのひみつ道具を使って一緒にジャイアンを懲らしめることもある。
雑貨店を経営している。原作漫画では缶詰や卵、カボチャやキャベツなどの野菜を販売している描写がある。
原作漫画での店名は不明。テレビアニメ第2作第1期では「剛田雑貨店」、第2期では「剛田商店」。
黒髪を後頭部でまとめた髪型をしている。寝る際にはネグリジェを着用している。山の手の有閑婦人のように描かれるスネ夫のママとは対照的に、下町の肝っ玉母さんといった雰囲気で描かれている。
大柄で腕っぷしが強く、しつけや叱責を行う際には暴力を伴うことが多い。他人への迷惑行為（弱い者いじめやジャイアンリサイタルなど）、店番をさぼったなどの理由でジャイアンを叱り、強制的に連れ帰ったり、体罰を与えたりする。一緒にいたスネ夫にも体罰を与えたことがある。息子にいじめられたのび太に対して「（息子のことを）許してね」と子供たちに対するフォローを行ったこともある。息子の歌についてもひどく思っている。
2001年公開のアニメ映画『がんばれ!ジャイアン!!』では、幼少のジャイアン（ジャイ子のためにいじめっ子を追い払い、のび太のクレヨンを無理やりジャイ子に渡そうとした）へのお仕置きとして、雪の降る中、物置に閉じ込めている。
テレビアニメ第2作第2期「未来の本物ゲーム」で、ドラえもん、のび太、スネ夫がジャイアンに道具で操られ、襲い掛かってきた時は容赦なく撃退している。
テレビアニメ第2作第2期「いそうろうジャイアン」で、いつも怒られているという理由で家出したジャイアンが相手の本心を聞く道具をドラえもんから借り、「俺のことなんか嫌いなんだろ」と問うと「自分の息子が嫌いな親がどこにいるんだい! 乱暴でも武は私の大切な息子だよ!」と返答した。
ジャイアン同様に出べそであり、そのことを気にしている。
ジャイアンの母親の手料理のカレーを食べたのび太は「美味しい」と喜んだ。
テレビアニメ第2作第2期「未来世界の怪人」では、ドラえもんの道具の効力を気合で無力化してジャイアンを捕まえたり、歩くたびに凄まじい足音を響かせたり、凶悪犯罪者である未来世界の怪人を迫力で震え上がらせた後に大根の一撃でノックアウトする姿が描かれた。
テレビアニメ第1作では故人。
名前は明らかになっていない（漫画、アニメともに名前は登場しない）。
ジャイアンの父ちゃん
声 - 峰恵研（1979.4）→広瀬正志（1979.6）→加藤正之（1980.3 - 1980.7）→秋元羊介（1987.3）、郷里大輔（1987.11）→辻親八（2011.8 - ）
原作漫画、アニメ共に登場回数は少ない。登場時は家にいる姿が描かれることが多い。角刈りにちょび髭というキャラクターが固まるまでは異なった顔で描かれていた（初期は似た顔をした夫婦として描かれていた）。お小遣いを上げようとしたり、ジャイアンの叱り方について妻に注意するなどジャイアンに少々甘い。
妻同様に腕力は強く、空手チョップで分厚い木の板を割ることができると息子のジャイアンに語っている。町内に自分より強い者はいないと信じており、のび助に相撲での勝負を挑んだことがあるが、「ソノウソホント」の力でのび助に投げ飛ばされると、「おそれいりました」と率直に負けを認めた。
テレビアニメ第2作第2期「ソノウソホント」では、怒った拍子に木のテーブルを破壊してしまい、ジャイアンを怯えさせた。
ジャイアンがドラえもんのコンピューターペンシルを悪用して100点を取ったときには、不正行為をすぐに見抜き、「いつも落第点のおまえが、きゅうに百点取れるわけがないっ。できの悪いのは仕方がないとして、不正だけはするなと教えてきたはずだぞ!」と涙を流しながら厳しく叱責した。
「黒おびのび太」では、ジャイアンに柔道を教えていることが語られている。「無事故でけがをした話」では、交通事故に遭い大怪我をしてしまったが、タイムマシンを使ったのび太によって間一髪のところで突き飛ばされたため歴史は変えられた。
テレビアニメ第2作第2期の「ばくはつコショウ」ではオチに登場。ジャイアンが持っていた「ばくはつコショウ」を使ってしまい、くしゃみによって晩飯のラーメンが飛び回ってしまったので、一家総出で追い駆け回すことになった。
ジャイアンからは「父ちゃん」と呼ばれている。
ジャイアンは、夫婦喧嘩をしたときは父は母に負けていると述べている。
名前は明らかになっていない（後述のテレビアニメ第1作にのみ名前が登場するが、原作漫画とは別のキャラクターに改変されている）。
その他の登場場面は以下の通り。
- 家の中で暴れるウマタケに困り果てる。
- 息子を映画館に連れて行く。
- 息子を厳しく叱る妻に難色を示し、ジャイアンに小遣いをあげようとする。
- 食事中、道具の効力で吹き飛ばされたちゃぶ台を追いかけるはめになる。
- 食事中、ジャイアンが道具の効果により吐き出したご飯を顔中に浴びる。
- 家族で箱根旅行に出かける。原作では最後の登場であり、頭頂部が禿げている。
- テレビアニメ第2作第1期では、家族でお花見に行くシーンがある。

テレビアニメ第1作
「小助」という名前の別人として描かれた。雑貨屋「正直屋」を営んでいる。小柄な体格で、腕力はとても弱い。人柄が良く息子思い。息子のためを思って無理をすることがあり、のび太の父親に対し、腕力で敵わないにもかかわらず無理矢理相撲対決を挑む一幕もある。妻に先立たれており、ガキ大将として横暴にふるまうジャイアンに心を痛めているシーンもあった。
ジャイ子（ジャイこ）
声 - 太田淑子（1979.4）→青木和代（1980.1 - 2005.3）→山崎バニラ（2005.6 - 2010.12）→山田ふしぎ（2012.2 - 6）→山崎バニラ（2013.2 - ）
演 - 前田敦子（トヨタ自動車コーポレートCM）
ジャイアンの妹。5月生まれ。
連載開始当初は粗暴な性格だったが、後に穏やかな性格に変化し、絵が上手で少女漫画家を夢見ているという設定になった。性格の変化により真面目で温厚な少女となったため、ジャイアンとは違い、母ちゃんに叱られることはめったにない。
ジャイアンはジャイ子をこの上なく可愛がっており、これが災いしてトラブルになることも度々ある。ジャイ子は兄からの溺愛を迷惑に思う一方で、兄のことを大切に思っている描写もある。
漫画を描く際のペンネームはクリスチーネ剛田。『虹のビオレッタ』、『愛フォルテシモ』などの漫画を描いたが、「プロのまね」と否定的な自己評価をしていた。最初はスネ夫に酷評されたが、次第に腕を上げ、雑誌の新人賞に応募した際には落選したものの編集長から直々に激励の電話を受けたり、漫画コレクターの学生からは自費出版した漫画『虹のビオレッタ』を「将来古本屋で高騰するかもしれない」と評価されたりするほどになった。
40巻「泣くなジャイ子よ」で知り合った茂手もて夫というボーイフレンドを持つ。もて夫も漫画を描くのが趣味だったことから、他の同人たちと一緒に同人雑誌を出している。
ジャイ子が描いた漫画のタイトルは、『ジャイ子さん』、『ショコラでトレビアン』、『アンコロモチストーリーズ』、『日出処は天気』、『ペロペロキャンディキャンディ』、『愛フォルテシモ』、『虹のビオレッタ』、『お兄ちゃん』。
ドラえもんが来ない場合の未来では、のび太の妻となる。
連載初期はのび太をバカにする描写が多かったが、中期からは他のメンバー同様友人として親しくなっている。またのび太はジャイアンを除いた中でジャイ子のマンガの良き理解者としても描かれ、ギャグマンガの主人公を描く参考のためにのび太を尾行したこともある。
ドラえもんの介入後はのび太に対する好意は特に描写されていないが、テレビアニメ第2作第2期にて「のび太はジャイ子が好き」という噂が広まった時は、まんざらでもない態度を見せている。しかし「タイプじゃない」という理由で断っている。
テレビアニメ第2作第2期ではジャイアンとは逆に、料理が上手いという描写がある（カレーを作り、ドラえもんとのび太が「おいしい」と語り、その味は専門家でさえ高く評価するほどだった）。分量などに関しては大ざっぱな模様。
テレビアニメ第2作第1期「さきどりカプセル」では、大人になって漫画家となり、漫画『ウェディングメロン』が500万部を突破し、記念の出版パーティーを開くジャイ子の姿が描かれた。登場人物の中では「夢」を叶えた数少ない成功例となった。
アニメ映画『がんばれ!ジャイアン!!』では、2015年2月の時点で既婚者となっていることが確認できる。
アニメ第2作第2期ではあるひみつ道具でドラえもんを弄りまくるジャイアンに「止めて。可哀想よ」と進言する優しさと、兄の無茶苦茶な行動に激昂して止める凄まじさを持っている。さらに泣き出すとジャイアンも参るほどの大声を上げるという描写がされた。
漫画、アニメでは、他の人物と同様にジャイアンの歌に耐えられていないが、TOYOTAの実写CM版ではジャイアンの歌に熱狂しているシーンがある。
TOYOTAのCMでは、28歳でのび太たちより2歳年下という設定。30歳の頃に免許を所得していて、車の名前を「モモタロウ」と呼んでいた。また同CMで、のび太と結婚してドライブに行きたい場所が「月かアマゾン（30秒版）」「やっぱり南極がよかった」と答えた女の子が登場した。
ジャイ子の本名
「ジャイ子」はあだ名で、本名は不明。兄であるジャイアンを「武」と本名で呼ぶ母親からも「ジャイ子」とあだ名で呼ばれている。
ジャイ子の本名が明らかになっていないのは、シンエイ動画の別紙壮一によると「ジャイ子と同じ名前の女の子がいじめられるのを防ぐための作者の配慮である」という。ただし、本当に藤子・F・不二雄がそう発言したかは、藤子本人がすでに故人であるため検証は困難である。別の資料によれば、藤子・F・不二雄は「そのうち漫画の中で（本名を）書きますよ」と発言していたという。藤子は生前、「友達の女の子をジャイ子と呼ぶのはやめましょう」と語っていた。
テレビアニメ第2作第2期「落ち葉とジャイ子」（2014年11月21日放送）では、入院するシーンがあったが、この時のベッドの名札は「剛田ジャイ子」となっている。
海外版での名前
フランス語翻訳版漫画での名前はジャネット (Giannette)。一般的な綴りであるJeannetteではない理由は、Giannetteと書くことでジャイアン（Giant）との兄妹関係をより分かりやすくするためである。ジャイアンも、フランス語発音では「ジャン」である。これも一般的な「Jean」とは異なり英語の「Giant（巨人）」を意味する。
アメリカ版では「Little G（リトル・ジー）」の愛称で呼ばれており、ジャイアンの「Big G（ビッグ・ジー）」と対になっている。

### ペット
ムク
声 - 玄田哲章（1981.12）→青木和代（?）→たてかべ和也（? - 2005.3）→高戸靖広（2007.5 - ）
ジャイアンの愛犬。雑種犬。小犬の頃、土手橋の下で捨てられている所をジャイアンらに拾われて以来、剛田家の一員として生活を共にするようになった。
ジャイアン曰く「頭が良くて、強くたくましくて男性的」だが、実際は飼い主のジャイアンを恐れている全くのダメ犬で、他人の家の庭でゴミをあさったり立小便をしたり、スネ夫の飼い猫・チルチルの威嚇に震えあがって逃げ出し恥をかかせたとしてジャイアンに激怒されたことがある。
手癖が悪く、近所の家から履き物や野球のボールなどを盗み、地面に埋めていたこともある。
ジャイアンからは煮干しの頭しかもらえず、ニャーと鳴けと無茶苦茶な要求をされるなどのぞんざいな扱いを受けた時期があり、それでも飼い主のジャイアンのことを大好きで、ライオンに襲われたジャイアンを助けるためにライオンと一対一で格闘するという勇気を見せたことがある。
散歩は基本的にジャイ子が担当し、ジャイアンはムクをあまり散歩に連れて行かないらしく、ジャイアンが散歩に誘ったときには「!?」と吹き出し付きで疑問を感じたり、前足の肉球側を上に向けて「雪でも降るのではないか？」というポーズを取ったりして、ジャイアンに疎まれていた。
のび太にだまされてジャイアンを綱で引っ張ったことがある。
名前が「ボケ」だった時期もある。
第2作1期の末期には多くのアニメオリジナル作品に登場し活躍した。
デカ
ジャイアンの愛犬。ムクとは違って、忍び込もうとした泥棒を捕まえたりと中々優秀な番犬である。
ブルドック
ジャイアンの愛犬。ジャイアン曰く、かなり凶暴な性格で近づいたものには何にでも噛みつく。おつかいに行く途中のドラえもんによって撃退された。

### 子孫
子孫（または子孫と目される人物）を以下に記す。
息子
声 - たてかべ和也→木村昴
26巻「タイムカプセル」に、のび太の息子・ノビスケにいじめられる姿が登場する（名前は不明）。
アニメ映画『ドラミちゃん ミニドラSOS!!!』にはヤサシという名前のジャイアンの息子が登場する。通称「ジャイチビ」。外見はジャイアンに似ているが、気が弱く優しい性格。
テレビアニメ「のび太の100点 25年後の大事件」（2014年5月30日放送）でもジャイアンの息子が登場する（名前は不明。放送前の予告でジャイアンが「俺の息子も出る」と語っている）。
ジャンボ
声 - 桜井敏治（1993.3）→たてかべ和也（1993.10）→木村昴（2006.6）
21巻「未来の町にただ一人」に登場するセワシの友達。ジャイアンとよく似た容姿をしている。22世紀在住。
アントン ★
アニメ映画『ドラミちゃん ハロー恐竜キッズ!!』に登場する大柄で太めの少年。セワシの友人。容姿も性格もジャンボとは異なる。

### 先祖
曾祖父
33巻「ハリーのしっぽ」には、のび太の曾祖父「のび吉」の友人として、ジャイアンとよく似た少年が登場する。作中では明言されていないが、物語の文脈上はジャイアンの曾祖父であると考えられる。
タケ蔵 ★
アニメ映画『ドラミちゃん アララ・少年山賊団!』に登場するのび平と同世代の戦国時代の人物。ジャイアンとよく似た顔をしている。気が強く、高所から水の中へダイブするなど勇敢な少年。タケ蔵の母はジャイアンの母に顔が似ている。
慈愛庵坊 ★
テレビアニメ第2作第2期「ホラふきご先祖」（2014年10月31日放送）に登場。
百人力でとても強かったという。棍棒を片手で軽々と持っている。

### 他の親戚
ジャイアンによく似て、大柄で力の強い人物が多い。のび太曰く、「あいつの一族は怖い人が多いよ」。
サル役のおばさん
声 - 橘U子（2012.12-）
原作漫画では3巻「おはなしバッジ」に登場。ジャイアンの母の妹で容姿も似ている。姉同様、腕っ節と気が強くジャイアンも「オレの苦手なおばさん」と発言している。のび太に「おばさんがサルですか」と言われて激昂し、即座にのび太の胸ぐらを掴むような気性の荒い性格。その後、のび太をいじめているジャイアンを「弱い者いじめはやめな！」と叱りつけ、無理やり土下座させて謝らせた（ひみつ道具の効果によるもの）。ペットに犬のポチ（声 - 坂東尚樹〈2012.12〉）を連れている。ジャイアンの母を「姉さん」と呼んでいる。
また、テレビアニメ第2作第2期「ジャイアンが負けちゃった!?」ののび太の回想にも台詞なしのワンカットだけ登場した。
柔道家のおじさん
声 - 飯塚昭三（1985）→楠見尚己（2007）→天田益男（2020.12）
原作漫画では36巻「ジャイアン反省・のび太はめいわく」に登場。ヒゲが濃く、大柄。柔道十段の腕前でジャイアンから尊敬されている。他の親族とは違い性格は温和だが、強い正義感の持ち主でもある。「強くなりたい」と目先の力だけを求める甥に対し、「君が求めてるのはケダモノの強さだ」「本当に強い者は決していばらない。弱い者いじめなどとんでもない」と優しく諭した。しかしジャイアンには曲解され、「本当に強い人間は、弱い者いじめをする悪者をやっつけるもの」と受け取られてしまった。
テレビアニメ第2作第1期では「おしかけガードマン」、同第2期では「ジャイアンが負けちゃった!?」で登場した。
僧侶のおじさん
声 - 秋元羊介（2000年）
原作漫画では37巻「しかしユーレイはでた!」に置き手紙のみ登場した（テレビアニメ第2作第2期でも直接登場せず置き手紙のみ）。山奥の寺で住職をしている。ジャイアンのことは「たけ坊」と呼んでいる。
テレビアニメ第1期オリジナル「ジャイアンの夏休み」には直接登場した。外見の差異から柔道家のおじと同一人物の感はない。
従兄
声 - 安原義人（1982）→郷里大輔（1988）→塩屋浩三（2010.3）
29巻収録「ペタンコアイロン」などに登場する青年。格闘技や武道を趣味としており、柔道三段、剣道五段の段位を持ち、ボクシング、合気道、少林寺拳法、空手をたしなんでいるため、ジャイアンも頭が上がらない。ジャイアン、のび太、スネ夫を脅して引っ越しの手伝いをさせるなど、ジャイアンに似て横暴な面がある。「花子」という名前の恋人がいる。
大全集16巻「なんでもそうじゅう機」にも登場し、ジャイアンたちに引越しの手伝いをさせた。
大全集2巻「大きくなってジャイアンをやっつけろ」にも従兄の青年が登場する。顔立ちはやや異なり、同一人物かどうかは定かでない。

### その他の関連人物
剛田家の隣人
アニメ「ペタンコローラーでおひっこし」（2010年3月12日放送）に登場した。家族構成は不明。家の庭でバーベキューをしていたのをジャイアンたちに火事と勘違いされる。

## 配役

### 声優
- 肝付兼太（初代：テレビアニメ第1作）[179]
- たてかべ和也（2代目：テレビアニメ第2作第1期）
- 木村昴（3代目：テレビアニメ第2作第2期）

テレビアニメ第1作（過去）
- 赤子時：[注 17]肝付兼太（1973.6）

テレビアニメ第2作第1期（過去・未来）
- 赤子時：たてかべ和也（1979.4 - 1996.1）
- 幼少時：たてかべ和也（1979.5 - 1994.4）→くじら（2000.3 - 2004.3）
- 青年時・大人：たてかべ和也（1981.10 - 1999.3）

テレビアニメ第2作第2期（過去・未来）
- 赤子時：木村昴（2005.5 - ）
- 幼少時：木村昴（2007.4 - ）→ゆきじ（2016.2.19、5歳）
- 青年時・大人：木村昴（2011.3 - ）

### 俳優
- 舞台版『ドラえもん のび太とアニマル惑星』 - 脇知弘
- トヨタ自動車コーポレートCM『ReBORN』（2011年11月 - ） - 小川直也：30歳になったが相変わらず音痴で、のび太のネクタイを掴むなど乱暴者のキャラクターとして登場する。スーパーマーケットに勤務しており、実家であるかは不明だが、名前が「スーパーマーケットジャイアンズ」であること、自由にリサイタルを開くことができる（看板に「恒例」と書かれている。主なレパートリーはAKB48の『ヘビーローテーション』など）ことから彼が経営している。
- SoftBank『5Gってドラえもん？』（2020年 - ） - 寺澤徠稀、八村塁（未来のジャイアン）

### 声優に関するエピソード
肝付は生前、アニメ第1作でジャイアンの声を演じたことはあまり記憶に残っておらず、また同作を白黒作品であったと勘違いしていた。
1994年放送の『ドラえもん15周年記念SP』で、たてかべ和也はよくジャイアンの声で結婚式のスピーチを頼まれ、バカ受けするものの間違えて変なことを言ったりすると「今のすべてジャイアンでーす」とジャイアンのせいにしていると言い、アニメのジャイアンが「ひどいよ〜」と困る場面が見られた。
2003年2月18日放送の『タモリのグッジョブ!胸張ってこの仕事』にスタジオ出演し、たてかべはジャイアンの声でアムロ・レイを吹き替えた際、アムロ・レイの「親父にもぶたれたことないのに！」のセリフを「母ちゃんにもぶたれたことないのに！」とアドリブでセリフを変え、周囲を大爆笑させた。
アニメの全面リニューアルでたてかべから木村へジャイアン役を交代した際、たてかべは「次のジャイアンとお酒を飲み交わしたい」と話していたが、木村は当時中学生だったため、5年後に木村が20歳になるまで叶わなかった。

## テーマソング
テーマソングとして「おれはジャイアンさまだ!」（作詞・歌：たてかべ和也、作曲・編曲：菊池俊輔）と「そこのけ!ジャイアンさまだ」（作詞：マイクスギヤマ、作曲・編曲：沢田完、歌：木村昴）と「ジャイアンにボエボエ」（作詞：マイクスギヤマ、作曲・編曲：沢田完、歌：木村昴）がある。前者はテレビアニメ第2作1期、後者2曲はテレビアニメ第2作2期の曲となっている。

## その他
- 一人称は主に「俺」だが、時折「俺様」になることがある。また、猫を被ったりするときには「僕」になることもある。リニューアル以降は「俺様」を使うことが多い。
- ドラえもんの道具「雨男晴れ男メーター」によると、晴れ男の最高値 +10 を記録するほどの「とても強力な晴れ男」である[180]。
- 初期の単行本には同じ風貌の「カバ田」というキャラクターが登場している。これについてはこちらを参照。
- 普段のび太をいじめている立場のジャイアンだが、のび太がドラえもんの道具の力を借りて逆襲に出た際に、「ノータリン」呼ばわりされた挙句にKO負けを喫したことがある。
- 22世紀のドラえもんが通っていた学校の同級生に性格などがよく似たロボット「ジャイベエ」がいる。
- 夢遊病を患っている。
- 入学した時、慌てたはずみで目覚まし時計を持ってきて（アラームは止めていなかった）、1年の教室内でベルがなり、ジャイアンたちが火事だと思い、大さわぎになったことがある[181]。
- アニメ「のび太誕生」によると生まれた時の体重は3500g。

- 大長編・映画版では『のび太と竜の騎士』、『のび太のドラビアンナイト』、『のび太とブリキの迷宮』、『のび太の南海大冒険』で、それぞれ、スネ夫、しずか、ドラえもん、のび太が「序盤で行方不明になり、他の4人が助けに行く」という展開になる[注 18]が、ジャイアンのみ単独で、その展開になる作品が2025年に公開された最新作まで存在しない[注 19]。

### パパになったジャイアン
2021年3月22日、国連が定めた「世界水の日」より展開している「素晴らしい過去になろう」プロジェクトの一環に賛同しているサントリーのステートメントCMに起用される。同日、Twitterに「ジャイアン、父になる（@Gian_papa2021）」アカウントを取得。30歳間近となったジャイアンに第一子となる子どもが生まれたという設定で展開している。同年5月5日よりテレビCM放映開始。